# Wybory do Parlamentu Europejskiego w Szwecji w 1999 roku

Wyniki wyborów według gmin

Wybory do Parlamentu Europejskiego w Szwecji w 1999 roku zostały przeprowadzone 13 czerwca 1999. Do zdobycia były 22 mandaty. Wybory wygrała Szwedzka Socjaldemokratyczna Partia Robotnicza, zdobywając 6 mandatów.

## Wyniki wyborów
| partia                                         | lider                    | głosy | mandaty | +/- |
| ---------------------------------------------- | ------------------------ | ----- | ------- | --- |
| Szwedzka Socjaldemokratyczna Partia Robotnicza | Pierre Schori            | 26%   | 6       | -1  |
| Umiarkowana Partia Koalicyjna                  | Staffan Burenstam Linder | 20,7% | 5       | ±0  |
| Partia Lewicy                                  | Jonas Sjöstedt           | 15,8% | 3       | ±0  |
| Ludowa Partia Liberałów                        | Marit Paulsen            | 13,9% | 3       | +2  |
| Zieloni                                        | Per Gahrton              | 9,5%  | 2       | -2  |
| Chrześcijańscy Demokraci                       | Anders Wijkman           | 7,6%  | 2       | +2  |
| Partia Centrum                                 | Karl Erik Olsson         | 6,0%  | 1       | -1  |
| Pozostali                                      | -                        | 0,5%  | 0       |     |